# ريان بروك
ريان بروك (بالإنجليزية: Ryan Brooke)‏ (4 أكتوبر 1990 بهولمز تشابل في المملكة المتحدة - ) هو لاعب كرة قدم بريطاني في مركز الهجوم. لعب مع أولدهام أثلتيك وCurzon Ashton F.C. ‏ وتيلفورد يونايتد ونادي بارو ونادي ألترينتشام.

## وصلات خارجية
- ريان بروك على موقع قاعدة بيانات كرة القدم.إي يو (الإنجليزية)
- ريان بروك على موقع Soccerbase.com (لاعب) (الإنجليزية)
- ريان بروك على موقع Soccerway.com (الإنجليزية)